# Lamérac
Lamérac is een plaats en voormalige gemeente in het Franse departement Charente (regio Nouvelle-Aquitaine) en telt 216 inwoners (1999). De plaats maakt deel uit van het arrondissement Cognac. Lamérac is op 1 januari 2016 gefuseerd met Montchaude tot de gemeente Montmérac. 

## Geografie
De oppervlakte van Lamérac bedraagt 9,3 km², de bevolkingsdichtheid is 23,2 inwoners per km².
De onderstaande kaart toont de ligging van Lamérac met de belangrijkste infrastructuur en aangrenzende gemeenten.

## Demografie
Onderstaande figuur toont het verloop van het inwonertal (bron: INSEE-tellingen).